# Vyšší odborná škola informačních služeb v Praze
Vyšší odborná škola informačních studií sídlí v Praze 4 – Krči. Vede výuku od roku 1992, od roku 1999 se zaměřuje zcela na pomaturitní vzdělávání v oboru informačního managementu, konkrétně služby knihoven a služby muzeí a galerií. Spolupracuje též s Vysokou školou ekonomickou (VŠE) a Univerzitou Karlovou. Kromě denního prezenční studia, jehož součástí je i praxe v trvání jednoho semestru, je možné studovat dálkově (pouze obor služby knihoven).
Na začátku roku 2017 rozhodlo zastupitelstvo hlavního města Prahy o sloučení s Vyšší odbornou školou a Střední školou slaboproudé elektrotechniky. Od 1. července 2017 tak vznikla nová organizace pod názvem Vyšší odborná škola informačních studií a Střední škola elektrotechniky, multimédií a informatiky.
V rámci studijního programu Informační management je možné studovat tři obory: podniková informatika, služby knihoven a služby muzeí a galerií. Studium trvá tři roky a je založené na kreditním systému.
Škola je příspěvkovou organizací zřízenou Magistrátem hlavního města Prahy.